# Lindera latifolia
Lindera latifolia är en lagerväxtart som beskrevs av Joseph Dalton Hooker. Lindera latifolia ingår i släktet Lindera och familjen lagerväxter. Inga underarter finns listade i Catalogue of Life.